# Копелян Юхим Захарович
Юхим Захарович Копелян (рос. Ефи́м Заха́рович Копеля́н; 30 березня (12 квітня) 1912 — 6 березня 1975) — радянський актор театру і кіно. Заслужений артист РРФСР (1957). Народний артист РРФСР (1965). Народний артист СРСР (1973). Лауреат Державної премії РРФСР ім. братів Васильєвих (1976 — посмертно).

## Життєпис
Юхим Копелян народився 1912 р. в Речиці (нині — Гомельська область, Білорусь) у єврейській родині лісозаготівельників. У його батька, бракера з лісозаготівлі Залмана Давидовича Копеляна (1874—1956), уродженця Катеринослава, та матері, Маші Мордухівни Копелян (уродженої Френкель, 1878—1954), родом з Речиці було ще п'ять синів. Батьки уклали шлюб 3 серпня 1899 року у Носовичах Гомельського повіту Могилівської губернии. Діду по материнській лінії, лісопромисловцю та одному з найзаможніших людей Речиці Мордуху Хацкелевичу Френкелю, належав лісопильний завод, який постачав деревину для мостів військового відомства. Один зі старших братів, Ісак Залманович Копелян, став відомим художником, двоє загинули на фронті в роки Другої світової війни: Абрам (1902—1945) — під Ленінградом, Євген (1908—1945) — у Польщі. Також були брати Михайло (1900—1984) та Григорій (1914—1936).
У 1912—1929 роках жив у Речиці на вулиці Карла Маркса, будинок 25. 1928 року закінчив Речицьку трудову школу. У 1928—1929 роках працював художником при Речицькому кінотеатрі. У 1929 році приїхав до Ленінграда і деякий час працював токарем на заводі «Червоний Путиловець», а потім вступив до Інституту пролетарського образотворчого мистецтва (нині Інституту живопису, скульптури та архітектури імені І. Є. Ріпина) на архітектурний факультет, де раніше навчалися його два брата.
Закінчив студію при Ленінградському Великому драматичному Театрі (1935), де потім працював.
Під час німецько-радянської війни (1941—1943 рр.) служив у фронтовому Театрі народного ополчення.
Один з провідних акторів Великого драматичного театру в Ленінграді. Як режисер поставив кілька вистав.
Дебютував в кінематографі в картині «Помилка героя» (1932). Зіграв близько дев'яноста ролей в кіно, телефільмах і фільмах-спектаклях. Знявся в ряді українських кінострічок.
Працював на дубляжі і озвучуванні фільмів: «Ніхто не хотів умирати» (1966), «Женя, Женечка і „катюша“» (1967), «Снігуронька» (1968), «Мертвий сезон» (1968), «Початок» (1970), «Сімнадцять миттєвостей весни» (1973, голос за кадром) та ін.
Пішов з життя від інфаркту 6 березня 1975 року в Ленінграді. Похований на Волковському кладовищі в Ленінграді.

## Вибрана фільмографія
1. 1932: «Помилка героя»
2. 1941: «Боксери» (Кандахчан)
3. 1949: «Олександр Попов» (маркіз Солярій)
4. 1952: «Джамбул» (А. І. Мікоян)
5. 1955: «Овід» (начальник погранпоста)
6. 1956: «Старий Хотабич» (буровий майстер Джафар Алі Мухамедов)
7. 1956: «Шукачі» (Смородін)
8. 1956: «Пролог» (Георгій Гапон)
9. 1957: «Ходіння по муках» (козачий єсаул)
10. 1957: «Балтійська слава»
11. 1958: «Кочубей» (Серго Орджонікідзе)
12. 1958: «У дні Жовтня» (Л. Д. Троцький)
13. 1958: «Містер Ікс» (шанувальник Теодори)
14. 1959: «Достігаєв та інші» (Мокроусов, поліцейський)
15. 1961: «Найперші» (Рубен Григорович)
16. 1962: «713-й просить посадку» (комівояжер-фармацевт)
17. 1963: «Усе залишається людям» (Філімонов)
18. 1963: «Зима тривоги нашої»
19. 1964: «До побачення, хлопчики»
20. 1965: «Аварія» (Григорій Іванович)
21. 1965: «Часе, вперед!» (Налбандов)
22. 1965: «Як вас тепер називати?» (Кольвіц)
23. 1965: «На одній планеті» (іспанський посол)
24. 1965: «Двадцять шість бакинських комісарів» (генерал Бахчаров)
25. 1965: «Страх і відчай у Третій імперії» (Карл, знайомий подружжя Клімбч)
26. 1965: «Залп «Аврори»» (Лев Троцький і полковник Радомислов)
27. 1966: «Невловимі месники» (отаман Бурнаш)
28. 1967: «Бабине царство» (Каспар, фашистський комендант)
29. 1967: «Микола Бауман» (Сава Морозов)
30. 1967: «Софія Перовська» (Михайло Таріелович Лоріс-Меліков)
31. 1968: «Помилка резидента» (Сергєєв)
32. 1968: «Нові пригоди невловимих» (отаман Бурнаш)
33. 1968: «Інтервенція» (Филіп, кримінальний авторитет)
34. 1968: «Крах» (Менжинський)
35. 1968: «Гроза над Білою» (Ханжін)
36. 1969: «Її ім'я — Весна» (Тураханов)
37. 1969: «Злочин і покарання» (Аркадій Іванович Свидригайлов)
38. 1970: «Доля резидента» (Сергєєв)
39. 1970: «Чайка» (Дорн)
40. 1971: «Даурія» (Єлисей Петрович Каргін)
41. 1971: «Корона Російської імперії, або Знову невловимі» (отаман Бурнаш)
42. 1971: «Єгор Буличов та інші» (Василь Достігаєв, компаньйон)
43. 1972: «Хроніка ночі» (Луїс)
44. 1972: «Свеаборг» (Олексій Дмитрович Нотара)
45. 1972: «Гросмейстер» (Павло Максимович, вчитель)
46. 1973: «Вічний поклик» (телесеріал; Михайло Лукич Кафтанов)
47. 1973: «Крах інженера Гаріна» (Гастон Леклер)
48. 1973: «Відкрита книга» (Максимов)
49. 1973: «Виконуючий обов'язки» (Ашот Іванович Бадалян, архітектор)
50. 1974: «Солом'яний капелюшок» (месьє Бопертюї)
51. 1974: «Повість про людське серце» (Микола Миколайович Бурцев, ректор)
52. 1975: «Останній день зими» (Маврин)
53. 1975: «Ольга Сергіївна» (Дубровський, директор інституту) та ін.
54. 1975: «Ярослав Домбровський» (князь Бебутов)

Грав в українських фільмах:

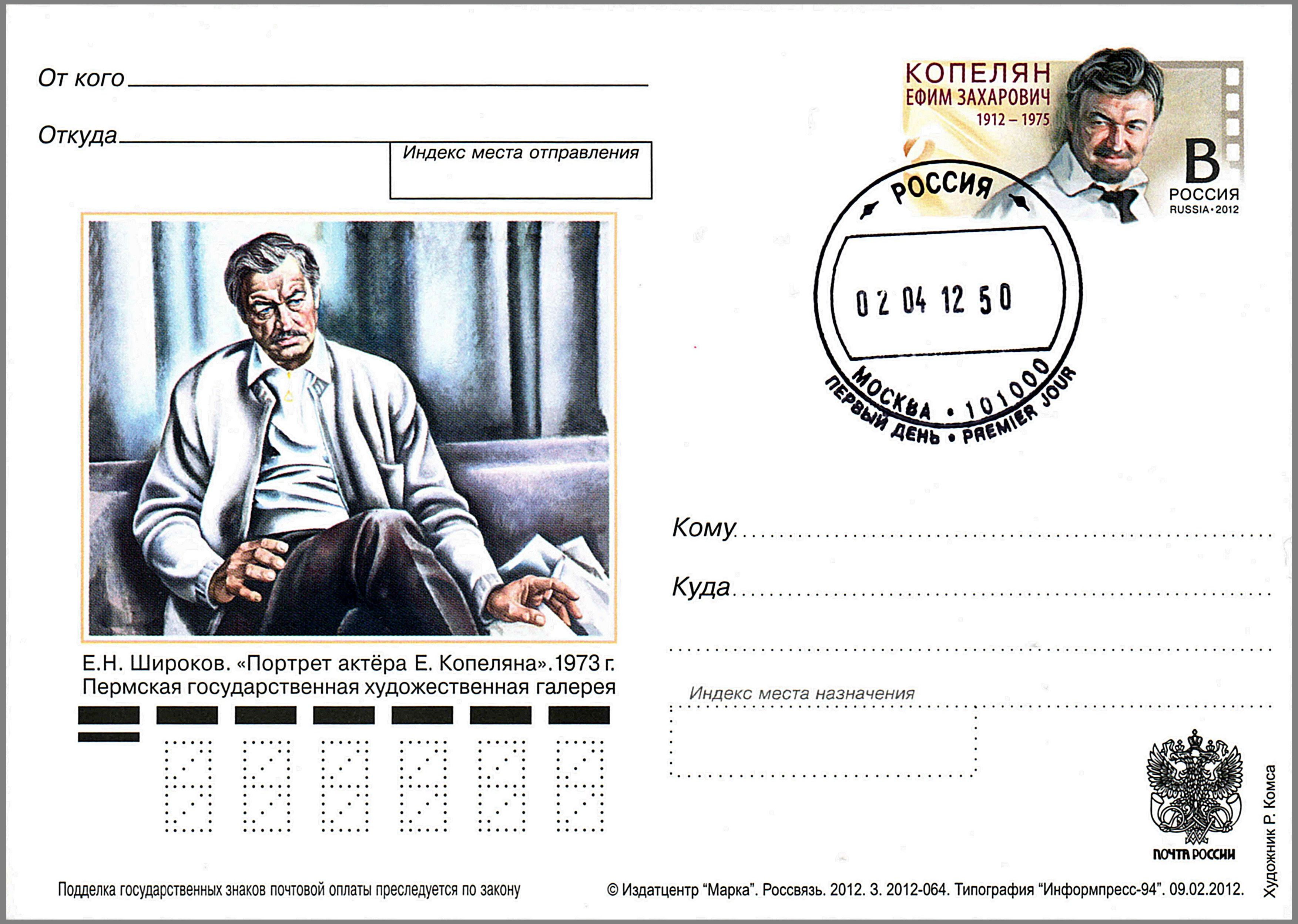
2012

1. 1941: "Танкер «Дербент» (Рульовий)
2. 1962: «Мовчать тільки статуї» (Сміт)
3. 1962: «У мертвій петлі» (Анатра)
4. 1964: «Сон» (Прехтель)
5. 1967: «Особлива думка» (Ключарьов)
6. 1969: «Небезпечні гастролі» (Іван Бобруйський-Думбадзе)
7. 1970: «Мир хатам, війна палацам» (Гервасій Драгомирецький)
8. 1972: «Схованка біля Червоних каменів» (Джафар)
9. 1973: «Стара фортеця» (1—3 с.; Комісар Сергушин)

## Дублювання фільмів
1. 1960: «Дівчина Тянь-Шаня» (голос)
2. 1963: «Хроніка одного дня» (Римша)
3. 1964: «Буря над Азією» (Кафланбек)
4. 1964: «Державний злочинець» (Чернишов / Утєхін)
5. 1965: «Ніхто не хотів помирати» («святий» Юозапас)
6. 1966: «Женя, Женечка і «Катюша»» (командир дивізіону)
7. 1968: «Мертвий сезон» (Сміт, шеф поліції Даргейта)
8. 1968: «Снігуронька» (Мураш)
9. 1969: «Адам і Хева» (текст від автора)
10. 1969: «Директор» (Магараєв)
11. 1969: «Посол Радянського Союзу» (міністр закордонних справ королівства)
12. 1970: «Місія в Кабулі» (текст від автора)
13. 1970: «Початок» (П'єр Кошон)
14. 1972: «У чорних пісках» (Шамурад-хан)
15. 1972: «Фламінго, рожевий птах» (голова комітету Теймур Мухтаров)
16. 1973: «Таємниця забутої переправи» (Абдурахман-хан)